# フクロウナギ
フクロウナギ（袋鰻、英:Pelican eel）は、フウセンウナギ目フクロウナギ科に属する魚類。フクロウナギ科は1科1属1種の単型である。

## 分布・生態
フクロウナギは大西洋・インド洋・太平洋の温帯〜熱帯域など世界中の温暖な海に分布し、主に水深550-3,000mの中層に暮らす深海魚である。日本では宮城県〜高知県などの太平洋側で見られるが、特に小笠原諸島近海の水深1200m-1400m付近では比較的普通に見られるという。
海底から離れた中層を不活発に漂って生活する、遊泳性深海魚の1種である。餌は主に甲殻類などのプランクトンで、小型の魚類や頭足類も捕食するとみられている。

## 形態
最大全長100 cm。口は大きく開くことができ、両顎には多数の微小な歯が並ぶ。喉袋は最大限に膨らませた場合には体に比して非常に大きな球状になる。目は小さく頭の先端近くにある。背鰭の起点が頭部に位置することが、近縁のフウセンウナギとの明瞭な鑑別点となる。尾部は細長く、尾鰭を欠く。尾部の先端には発光器が存在し、ルアーのように用いて餌をおびき寄せる可能性がある。外鰓孔は小さい。
他のフウセンウナギ目の仲間と同様、接続骨・鰓蓋骨・鰓条骨・肋骨を欠き、鱗・幽門垂・鰾（うきぶくろ）などを持たない。ウナギ目などカライワシ上目の魚類に共通する特徴として、レプトケファルス幼生（葉形幼生）期を経て成長する。

## 分類
属名Eurypharynxはギリシア語の eurys 「広い」および pharynx 「のど」に由来し、巨大な口腔を表現したもの。
フクロウナギ科魚類についてはかつてEurypharynx pelecanoides（フィリピンからオーストラリア東方・大西洋産）、Eurypharynx richardi（東部大西洋産）など世界各地で複数種が記載されていたが、1950年代まで標準和名が無く、属名の発音に基づくユーリファリンクス、あるいは旧属名の発音に基づくマクロファリンクス（Macropharynx：makros（ギリシア語：長い）+ pharynx）と称されていたが、京都大学の魚類学者松原喜代松により1963年に出版された著書の中で、Eurypharynx pelecanoidesに対する標準和名としてフクロウナギの新称が提唱され、帰属する科（Eurypharyngidae）と属（Eurypharynx）にもそれぞれフクロウナギ科、フクロウナギ属という標準和名の新称が提唱された。
現在フクロウナギ科は1科1属1種で、フクロウナギ E. pelecanoides のみを含む。種小名pelecanoidesは「ペリカンのような」の意で、口の形状に由来するものであるが、その奇妙な形態から、かつては硬骨魚類ではないと考えた研究者もいた。2000年代に行われたミトコンドリアDNA解析では、本科および他のフウセンウナギ目魚類はウナギ目の内部に分岐し、特にシギウナギ科・ノコバウナギ科・ウナギ科に近縁であることが示唆されている。
- フクロウナギ属 Eurypharynx
  - フクロウナギ Eurypharynx pelecanoides

## ギャラリー

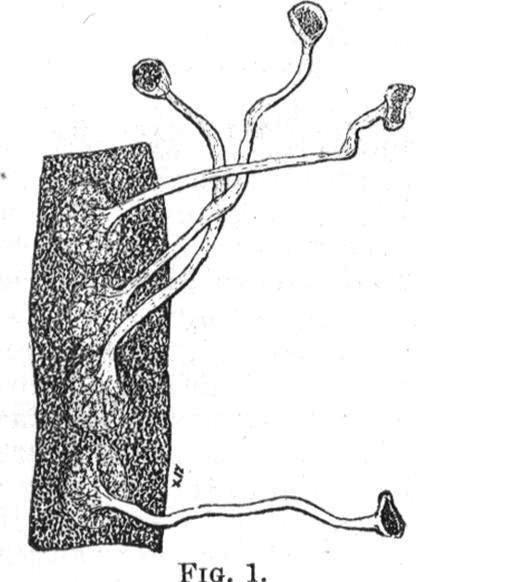
側線器官
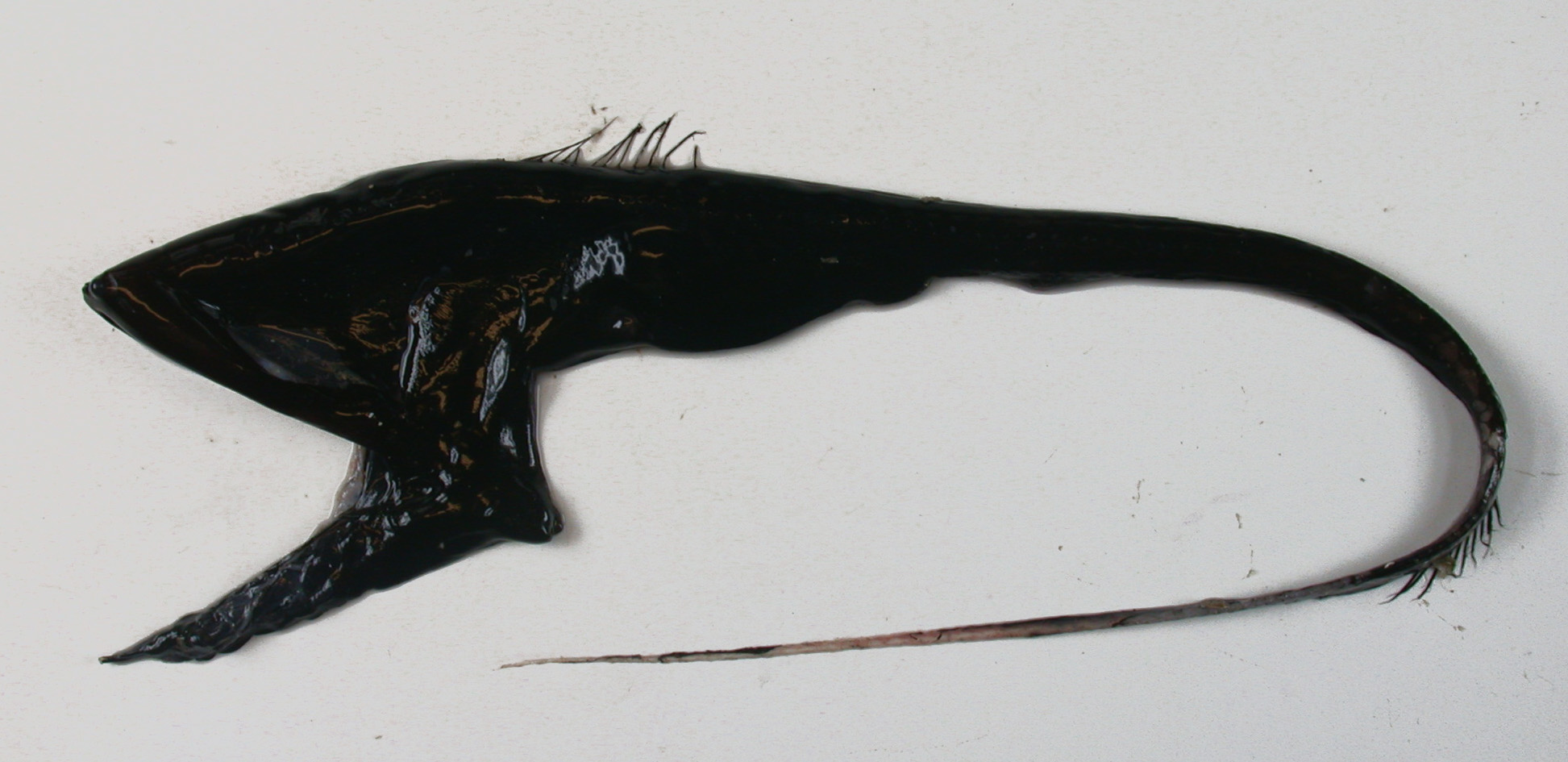
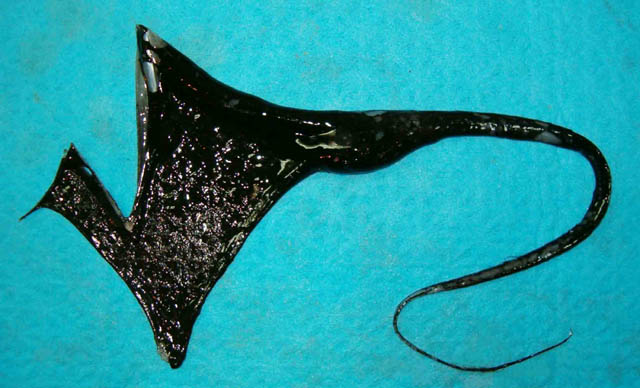
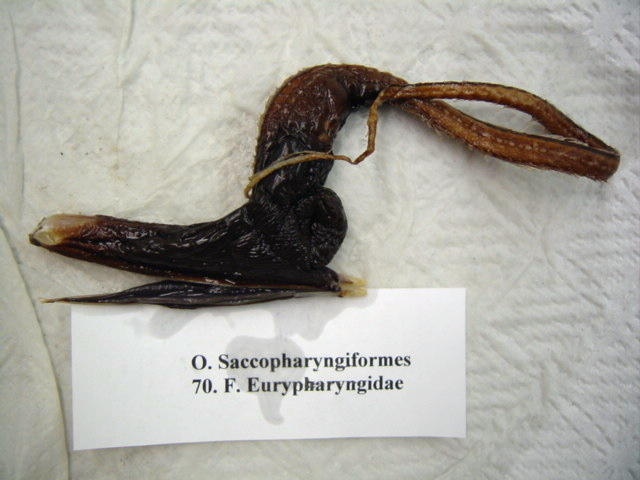